# Central Garage
Central Garage – jednostka osadnicza w Stanach Zjednoczonych, w stanie Wirginia, w hrabstwie King William.